# 艾特金縣
艾特金县（英語：Aitkin County）是美国明尼蘇達州東北部的一個縣，面積5,168平方公里。根據2020年美國人口普查，共有人口15,697人。縣治艾特金（Aitkin）。該縣成立於1857年5月23日，縣名紀念毛皮商威廉·亞歷山大·艾特金。